# 黑龙江伊春森工集团
黑龙江伊春森工集团有限责任公司，简称伊春森工，是中华人民共和国黑龙江省一家省属企业，由黑龙江省人民政府履行出资人职责，授权伊春市人民政府为履行出资人职责机构，以保护和经营森林资源为基础产业，是伊春重点国有林区改革的重要部分。下辖17个林业局（公司）、191个林场（所）。2018年10月21日在伊春市挂牌成立。

## 历史

### 建局初期
伊春森工集团前身为黑龙江省森林工业总局下辖4个林管局之一的伊春林业管理局，其历史可追溯至1950年6月成立的东北森林工业总局伊春森林工业管理局，当时下辖鹤岗、美溪、翠峦、乌敏河4个森工分局。1951年5月，伊春森林工业管理局改由东北人民政府农林部森林工业总局领导。撤销美溪分局，成立南岔、五道库、双子河分局；10月，鹤岗分局划归合江林管局。1952年4月建立大丰分局。1953年2月，东北人民政府林业部撤销，成立中央林业部东北森林工业管理局；3月24日，伊春森林工业管理局改称伊春森林工业局，6月26日又改名为东北森林工业管理局伊春分局；设立过岭河（后改称友好）、上甘岭、红山（8月并入上甘岭局）分局。1954年7月13日，伊春分局改由中华人民共和国林业部直接领导，复称伊春森林工业管理局。
1955年，黑龙江省委设立伊春森林经营局，下设伊春、乌敏河、红旗、五道库、友好、大丰、翠峦、南岔、丰林9个林管区，有26个经营所。1956年新设红星、新青2局。1957年新设丰林局，筹建东汤（后为东风、汤旺河）局。1958年4月8日，省人民委员会通知，根据《国务院关于森林工业体制下放的指示》和整编精神，将伊春森林工业管理局、森林经营局合并为伊春林业管理局，所辖的森工局和林管区合并为林业局；同年，东汤林业局成立。由南岔、五道库（后改称美溪局）析置伊东局。1963年，鹤岗林业局划归伊春林管局领导，同时成立东风林业局；10月25日，成立乌伊岭林业局筹备处。至此，伊春林管局共设有15个林业局。

### 政企合一时期
1964年6月23日，《中共中央国务院关于设立伊春特区人民委员会的批复》（中发〔1964〕386号）通知，撤销伊春市，成立伊春特区，实行以林业部党组织领导为主、省委领导为辅的双重领导制度。特区下设15个区，和15个林业局实行“政企合一”。1965年4月16日，撤销伊新区，设置伊春镇，伊东区、伊东林业局实行政企合一；5月27日，伊东局并入乌敏河局。撤销伊东区，划归乌敏河区。1966年11月，国家林业部直属的带岭林业实验局改由伊春林管局领导。1967年，乌伊岭林业局正式投产。至此，伊春林管局下辖带岭、南岔、浩良河、大丰、美溪、翠峦、乌敏河、双子河、友好、上甘岭、五营、红星、新青、东风、乌伊岭15个林业局。
1969年10月13日，省革命委员会批准，浩良河并入南岔区（局），双子河并入友好区（局）。1970年4月1日，国务院决定撤销伊春市，成立伊春地区，实行地市合一，黑河地区的嘉荫县、绥化地区的铁力县划归伊春地区，将原属松花江林业管理局的铁力、田升（双丰）、朗乡、桃山4个林业局划归伊春林业管理局，鹤岗林业局划归合江林业管理局。至此，共设有带岭、南岔、大丰、美溪、翠峦、乌敏河、友好、上甘岭、五营、红星、新青、东风、乌伊岭13个“区局合一”的局、铁力、双丰、朗乡、桃山4个单独的局，合计17个林业局。1974年11月20日，省革命委员会批复，带岭林业实验局仍由黑龙江省林业总局（1983年4月更名为黑龙江省森林工业总局）直辖。1979年12月14日，恢复伊春市，政企合一体制不变。1983年12月24日，乌敏河局改称乌马河局、东风局改称汤旺河局、大丰局改称金山屯局。

### 林区改革
2015年中共中央、国务院印发的《国有林场改革方案》和《国有林区改革指导意见》为推进国有林区改革指明了方向。2016年12月19日，黑龙江省委、省政府印发了《黑龙江省重点国有林区改革总体方案》，把国有林区改革作为推动经济发展的重点任务全面推进。2018年6月30日，中国龙江森林工业集团成立，当中龙江森工集团只包括“三江林区”（即牡丹江、松花江、合江3个林管局）所属23个林业局，不含伊春林区的16个林业局和总局直属的带岭林业实验局。2018年10月21日，黑龙江伊春森工集团成立，16个林业局及带岭林业实验局改制为有限责任公司，结束“政企合一”制度。2019年7月13日，根据《国务院关于同意黑龙江省调整伊春市部分行政区划的批复》，伊春市撤销15个市辖区，新设8个县区，标志着“区局合一”的体制正式完结。

## 资源
伊春森工集团位于小兴安岭林区。林业施业区面积351.8万公顷，其中林地面积306.9万公顷。活立木蓄积量3.13亿立方米，森林覆盖率87.6%。

## 林业施业区
伊春森工集团（伊春林业管理局）所管辖的林业施业区虽然与伊春市辖境高度重合，但并非完全相同。伊春森工施业区除包括伊春市15个市辖区（2019年调整前）的行政区域外（南岔区东北部有一小部分属合江林业管理局的鹤立林业局），还包括铁力市、嘉荫县、庆安县、巴彦县、木兰县、通河县、逊克县、鹤岗市东山区的部分行政区域。
在伊春森工辖区内有黑龙江凉水国家级自然保护区（前身为东北林学院凉水实验林场，面积63.94平方公里，位于带岭区境内）、黑龙江省林业科学院直属的丽林实验林场（面积81平方公里，位于丰林县五营镇境内）和黑龙江丰林国家级自然保护区（面积184平方公里，位于丰林县五营镇境内），都不属于伊春森工的林业施业区。

## 林业区划
伊春森工集团下辖17个林业局有限责任公司。
- 双丰林业局、铁力林业局、桃山林业局、朗乡林业局、南岔林业局、美溪林业局、金山屯林业局、乌马河林业局、翠峦林业局、友好林业局、上甘岭林业局、五营林业局、红星林业局、新青林业局、汤旺河林业局、乌伊岭林业局、带岭林业局